# استیون هالارد
استیون هالارد (انگلیسی: Steven Hallard؛ زادهٔ ۲۲ فوریهٔ ۱۹۶۵) کماندار اهل بریتانیا است.